# Base Belgrano I

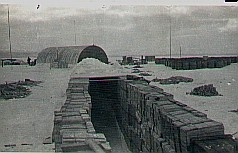
La base en 1955.

La Base de Ejército General Belgrano fue una estación antártica de la República Argentina que se hallaba en las coordenadas 77°47′S 38°15′O / -77.783, -38.250 sobre la barrera de hielo Filchner en la bahía Comandante Piedrabuena. Desde su abandono y reemplazo pasó a ser conocida como Base Belgrano I.

## Construcción de la base
Fue inaugurada el 18 de enero de 1955 por el coronel Hernán Pujato, para asegurar la presencia argentina al sur del mar de Weddell y como punto de partida para una proyectada expedición al polo sur, consagrándose como la más austral del mundo hasta la fundación de una base estadounidense Amundsen-Scott en el polo sur un año después. El lugar fue elegido por Pujato a unos 3 km de la costa y a 32 m s. n. m., tras realizar un reconocimiento en un helicóptero en la zona, basado en el rompehielos ARA General San Martín que llegó al lugar siguiendo un canal costanero de aguas libres de hielo en temporada estival, entre la barrera continental y el hielo marino, siendo la primera penetración del mar de Weddell. La construcción de la base demandó 15 días de trabajo y se dejó almacenado en ella combustible para tres años.
La dotación inicial de la base fue de 14 hombres, quienes durante el año que invernaron allí soportaron temperaturas exteriores de menos de -60 °C con vientos de más de 250 km/h.

## Particularidades
Se hallaba completamente cubierta por el hielo, dejando libre sólo chimeneas, antenas y torres. El hielo avanza allí a un promedio de un km por año en dirección norte. El área es un desierto casi desprovisto de vida animal.
La primera expedición terrestre argentina al polo sur, con 14 hombres, partió el 26 de octubre de 1965 desde la Base Belgrano al mando del coronel Jorge Leal y alcanzó su meta el 10 de diciembre. En su trayecto fundaron a 420 km al sur la Base Sobral el 2 de abril de 1965.
Desde 1958 se comenzaron a realizar estudios de alta atmósfera en la base y en 1970 se construyó a unos 250 metros (comunicado por túneles) de la base el Laboratorio Belgrano (LABEL) para ampliar el estudio de esos fenómenos de la aurora austral, que se extiende desde el 15 de marzo hasta el 10 de octubre. Se realizaban además estudios de las capas ionosféricas, sobre radiación cósmica y radiosondeos meteorológicos. El LABEL fue trasladado a la Base Belgrano II continuándose allí los estudios.
Desde la base se realizaron expediciones a la barrera de hielo Filchner con trineos tirados por perros polares y vehículos a oruga, en la campaña antártica de 1961/62, se retiraron los últimos perros de la zona, por ser una especie totalmente extraña. Una expedición en 1966 llegó hasta la caleta Jardín. Mediante reconocimientos en dos aviones, un Cessna 180 y un Beaver, Pujato llegó hasta los 83°10′ S, descubriendo y bautizando los picos Santa Fe. Los topónimos en castellano de la región atestiguan las expediciones realizadas desde la base.

## Abandono de la base
Debió ser abandonada y fundarse el 5 de febrero de 1979 la Base Belgrano II en un lugar estable. A partir de ese momento pasó a ser conocida como Base Belgrano I. El sector en donde se hallaba la base formó un gran témpano tabular de unos 100 km de largo en 1983, por lo que actualmente se encuentra desaparecida, desconociéndose su suerte.